# European Film Awards 1994
La 7ª edizione della cerimonia di premiazione dei European Film Awards si è tenuta il 27 novembre 1994 a Berlino, Germania.

## Vincitori e candidati
Vengono di seguito indicati in grassetto i vincitori.
Ove ricorrente e disponibile, viene indicato il titolo in lingua italiana e quello in lingua originale tra parentesi.
Miglior film
- Lamerica, regia di Gianni Amelio ( Italia)
- Nel nome del padre (In the Name of the Father), regia di Jim Sheridan ( Regno Unito)
- Tre colori - Film blu (Trois couleurs: Bleu), regia di Krzysztof Kieślowski ( Francia)
- Tre colori - Film bianco (Trois couleurs: Blanc), regia di Krzysztof Kieślowski ( Francia)
- Tre colori - Film rosso (Trois couleurs: Rouge), regia di Krzysztof Kieślowski ( Francia)

Miglior film giovane
- Le fils du requin (Le fils du requin), regia di Agnès Merlet ( Francia)
- Woyzeck, regia di János Szász ( Ungheria)
- Pari e patta (Koš ba koš), regia di Bahtiër Hudojnazarov ( Russia)

Miglior documentario
- Saga - Group Sarajevo

Premio FIPRESCI
- Caro diario, regia di Nanni Moretti ( Italia)

Premio alla carriera
- Robert Bresson